# Tibor R. Machan

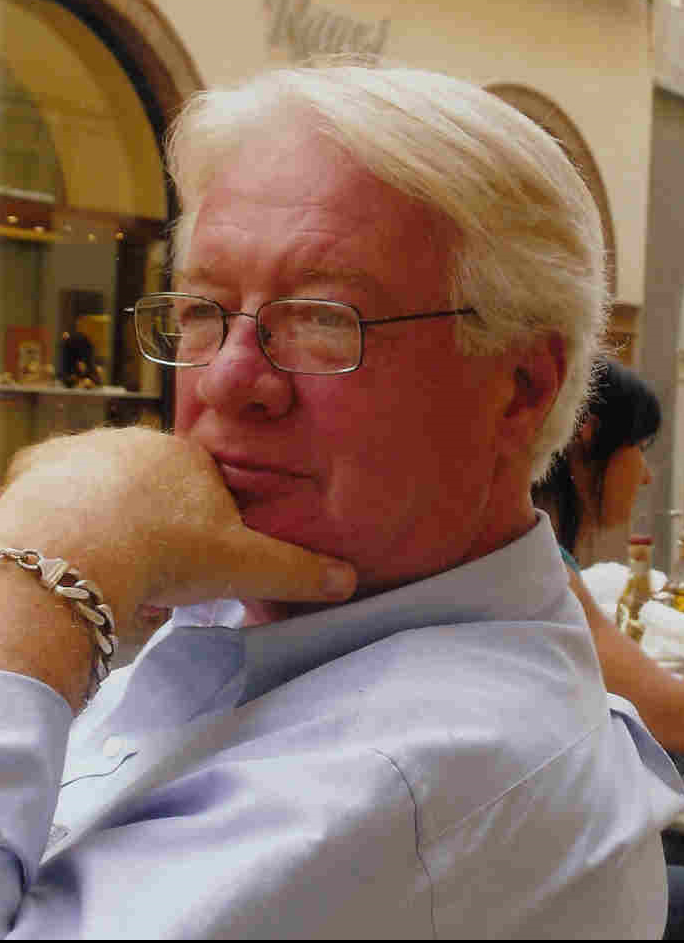
Tibor R. Machan (2006)

Tibor Richard Machan (* 18. März 1939; † 24. März 2016) war Professor am Institut für Philosophie an der Auburn University und Inhaber des R. C. Hoiles Chair of Business Ethics and Free Enterprise an der Argyros School of Business & Economics der Chapman University in Orange, Kalifornien.

## Leben
Machan studierte am Claremont McKenna College (BA in Philosophie, 1965) und an der New York University (MA in Philosophie, 1966) und promovierte schließlich im Jahr 1971 an der University of California in Santa Barbara (Ph.D. in Philosophie).
Zwischen 1992 und 1993 war er Gastprofessor an der United States Military Academy (West Point). Machan war zwei Jahre lang als Herausgeber der Zeitschrift „Reason“ tätig und 25 Jahre lang als Herausgeber der „Reason Papers“, einer jährlich erscheinenden Fachzeitschrift für interdisziplinäre normative Forschung. Er hielt Fachvorträge zur Wirtschaftsethik und Politischen Philosophie in Europa, Südafrika, Neuseeland, Georgien, Armenien und Lateinamerika. Professor Machan lebte in Silverado, Kalifornien.

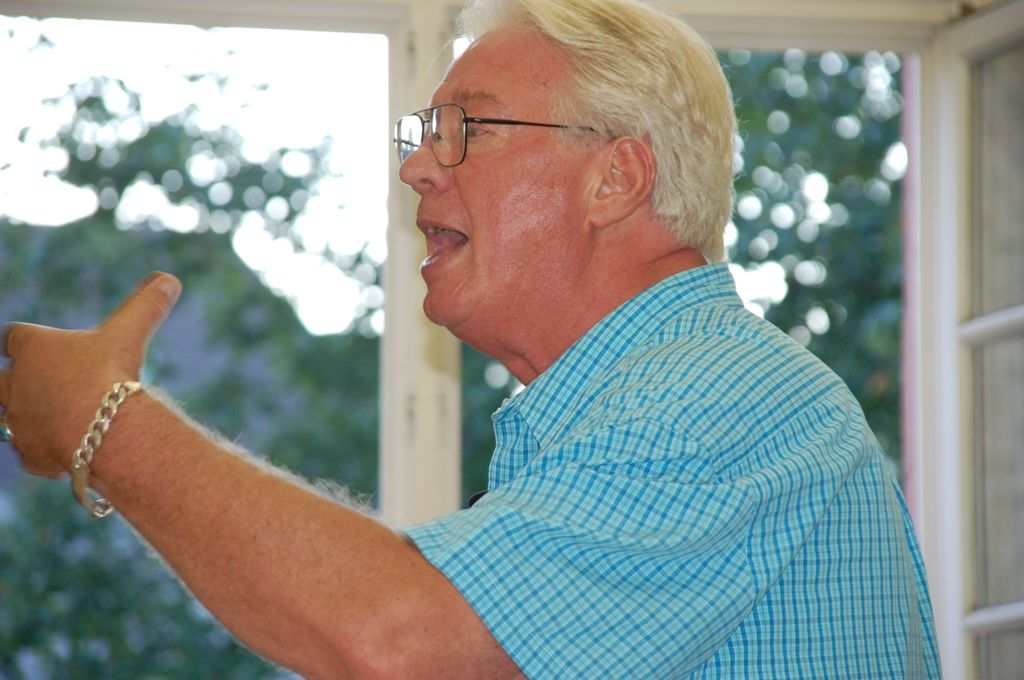
Tibor R. Machan

Zuletzt war er wissenschaftlicher Mitarbeiter der Hoover Institution der Stanford University und der Pacific Research Foundation in San Francisco. Machan war außerdem außerordentliches Mitglied des Ludwig von Mises Instituts und des Cato Institute. Professor Machan war freiberuflicher Kolumnist, Autor von mehr als 100 Fachartikeln und mehr als 30 Büchern, zuletzt Libertarianism Defended, (Ashgate 2006).

## Werk
Der Schwerpunkt von Machans Arbeit lag auf der Politischen Philosophie, insbesondere auf der Theorie natürlicher Rechte. Zentrale Veröffentlichungen dazu sind Individuals and Their Rights (Open Court, 1989) und Libertarianism Defended (Ashgate, 2006). Außerdem schrieb er regelmäßig über Wirtschaftsethik, einen Bereich, in dem er von einem neo-aristotelischen Standpunkt aus argumentierte. Besonderes Augenmerk richtete er dabei auf das für ihn fundamentale Recht auf Privateigentum.
In seinen Veröffentlichungen zur Erkenntnistheorie kritisierte Machan die Konzeption menschlichen Wissens, nach der Wissen um eine Proposition p ein endgültiges, perfektes, zeitloses und abgeschlossenes Verstehen von p voraussetzt. Er argumentierte im Wesentlichen Ayn Rand folgend für eine kontextuelle Konzeption menschlichen Wissens. Zu einer gewissen Bekanntheit innerhalb von Fachkreisen brachte es Machan auch mit seiner Kritik am Konzept der Tierrechte. So argumentierte er in seinem vielgelesenen Fachaufsatz „Do Animals Have Rights?“ (1991) und seinem Buch Putting Humans First: Why We Are Nature’s Favorite (2004) dafür, dass Tierrechte nicht existieren. Eine ausführliche Darlegung seiner ethischen Position findet sich in seinem Buch Classical Individualism: The Supreme Importance of Each Human Being (Routledge, 1998).
Artikel von Machan erschienen u. a. in den Fachzeitschriften American Journal of Jurisprudence, American Philosophical Quarterly, Philosophy, Philosophy of Science, Professional Ethics Journal, sowie in The New York Times, The Wall Street Journal, The Chicago Tribune, The Los Angeles Times, The American Spectator, American Scholar und The Freeman and Reason.

## Publikationen (Auswahl)
- Libertarianism Defended (Ashgate, 2006)
- Libertarianism, For and Against (Rowman & Littlefield, 2005)
- The Man Without a Hobby (Hamilton Books, 2004)
- Objectivity: Recovering Determinate Reality (London, UK: Ashgate, 2004)
- Neither Left nor Right, Selected Columns (Hoover Institution Press, 2004)
- Putting Humans First, Why We Are Nature’s Favorites (Rowman & Littlefield, 2004)
- The Liberty Option (Imprint Academic, 2003)
- The Passion for Liberty (Rowman & Littlefield, 2003)
- The Right to Private Property (Hoover Institution Pres, 2002)
- A Primer on Business Ethics (Rowman & Littlefield, 2002), mit J. Chesher
- Initiative: Human Agency and Society (Hoover Institution Press, 2000)
- Ayn Rand (Peter Lang, 2000)
- The Business of Commerce (Hoover Institution Press, 1999), mit J. Chesher
- Classical Individualism (Routledge, 1998)
- Generosity; Virtue in the Civil Society (Cato Institute, 1998)
- Why Freedom Must be First (Hoover Institution Press, 1997)
- A Primer on Ethics (University of Oklahoma Press, 1997)
- Private Rights & Public Illusions (Transaction, 1995)
- The Virtue of Liberty (Foundation for Economic Education, 1994)
- Liberalisme, Ethique et Valuers Morales (Institut Euro 92, 1993)
- Capitalism and Individualism: Reframing the Argument for the Free Society (St. Martin’s Publishing Co. & Harvester Wheatsheaf Books, 1990)
- A Dialogue Partly on Political Liberty (University Press of American, 1990), mit J. N. Nelson
- Liberty and Culture: Essays on the Idea of a Free Society (Prometheus Books, 1989)
- Individuals and Their Rights (Open Court, 1989)
- Marxism: A Bourgeois Critique (MCB University Press Limited, 1988)
- The Moral Case for the Free Market Economy (The Edwin Mellen Press, 1989)
- Freedom Philosophy (AB Timbro, 1987)
- Introduction to Philosophical Inquiries (Allyn & Bacon, 1977; University Press of America, 1985).
- Human Rights and Human Liberties (Nelson-Hall, 1975)
- The Pseudo-Science of B.F. Skinner (Arlington House, 1973)